# Habermannův Mlýn

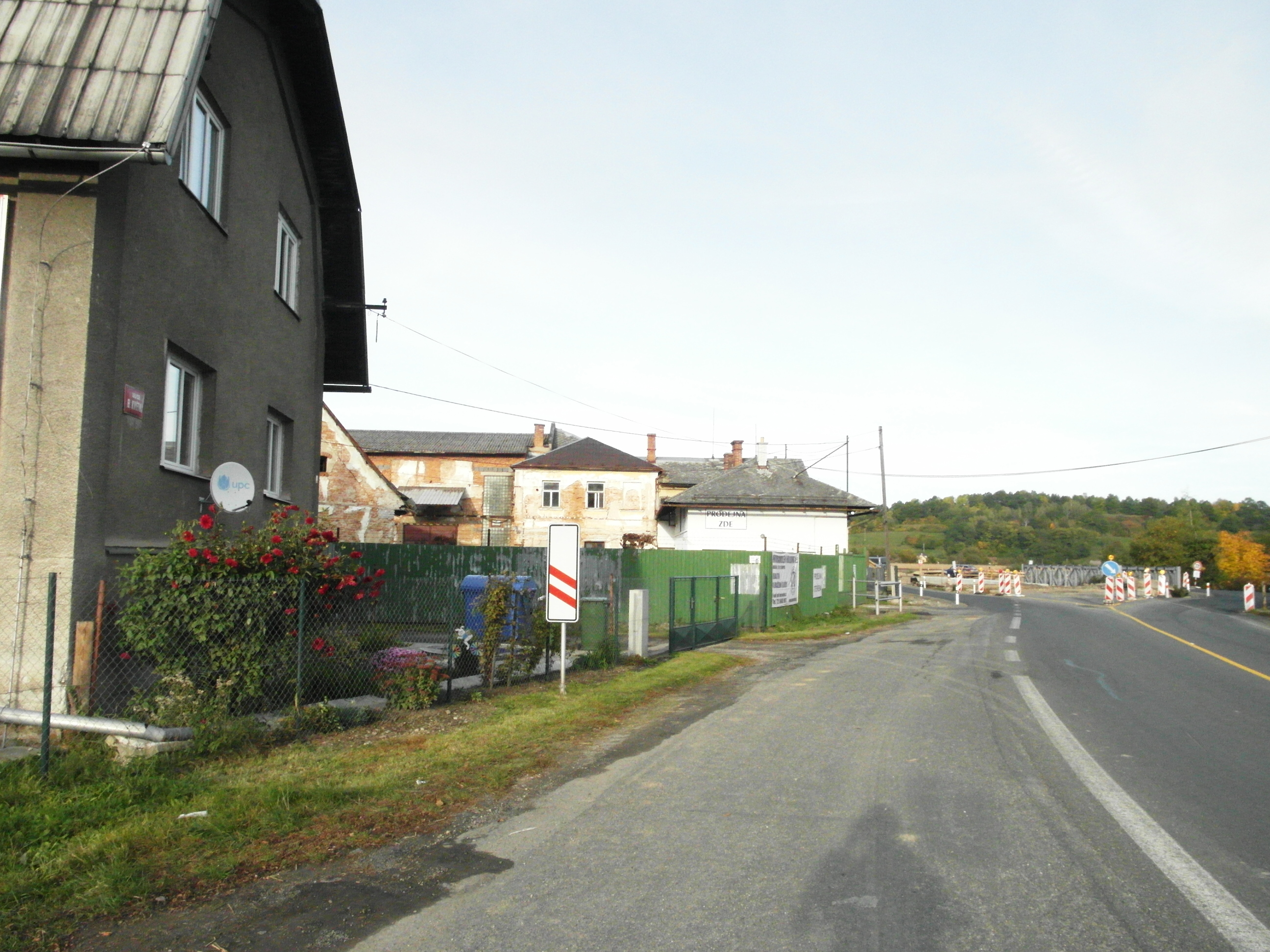
Habermannův mlýn

Habermannův Mlýn je samota v katastrálním území obce Bludov v okrese Šumperk. Zahrnuje samotný Habermannův mlýn (též Bludovský mlýn) a v sousedství postavenou Habermannovu vilu.

## Popis
V místě jsou situovány dva objekty – jeden z nich je mlýn a druhý secesní vila, přebudovaná v roce 1997 na penzion a restauraci. Blízko těchto dvou budov prochází rušná silnice I/44. V blízkosti se také nacházejí železniční trať Šumperk–Krnov a řeka Morava.

## Historie
Mlýn byl vlastněn a zveleben sudetoněmeckou rodinou Habermannů a využíval se k produkci mouky, jako pila a v mlýně byla také založena menší produkce dřevěných beden. V roce 1920 byla podle návrhu architektů Poppa a Ulricha jako rodinné sídlo vybudována secesní vila. Po druhé světové válce byly nemovitosti zabaveny a Habermann byl zatčen a těsně poté zavražděn místním holičem jménem Pazour. Vila byla přebudována pro nájemní bydlení a do mlýna byly instalovány turbíny. Zázemí mlýna začalo být využíváno pro místní Jednotné zemědělské družstvo (JZD).. Během devadesátých let byla vila znovu přebudována, tentokrát na čtyřhvězdičkový hotel. V části mlýna bylo vystavěno sociální bydlení.

## Hospodářství
Současný vlastník vily zde zajišťuje ubytovací a restaurační služby. 
V mlýně jsou instalovány dvě Francisovy turbíny s výkonem 41,44k kW a 25,9 kW. V bývalé pile je elektřina vyráběna prostřednictvím mlýnských kol s horním náhonem a výkonem 8,8 kW a 6,29 kW.

## Historie mlýna ve filmu
Osobnost Huberta Habermanna je reflektována ve filmu Habermannův mlýn z roku 2010 (režie Juraj Herz).